# Victor Kjellberg
Victor Abraham Kjellberg, född 28 maj 1814 i Göteborg, död 1 oktober 1875 i Stockholm, var en svensk grosshandlare.
Victor Kjellberg var son till grosshandlaren Aron Kjellberg. Han var 1829-1831 elev vid Göteborgs handelsinstitut och erhöll burskap som grosshandlare i Göteborg 1838 och kom att verka som sådan fram till 1854. I Sverige som i många andra länder fanns vid hans tid förbud mot import av rörsocker för att skydda den svenska sockerindustrin. I Norge fanns dock inget sådant importförbud och tullarna mellan Sverige och Norge var låga vilket gjorde att Kjellberg genom att 1850 köpa ett sockerraffinaderi i Fredrikshald kunde tjäna stora pengar på att importera rörsocker från Norge till Sverige. Nya skatter på det norska rörsockret 1852 gjorde dock slut på verksamheten. Han grundade 1854 bryggeribolaget Rauch & co. (från 1861 ombildat till Göteborgs bryggeriaktiebolag) men hans stora affär blev att tillsammans med ett konsortium köpa upp Gällivareverken som 1855 såldes ut av hovet. Järnbruken som ingick i bolaget gick dåligt men Kjellberg och hans medintressenter hade förstått att värdet på egendomarna inte låg i att fortsätta driften av järnbruken utan i skogsinnehaven som ingick. Victor Kjellberg blev med en tiondel av ägandet i Gellivare bolag företagets direktör. Man satsade på att endast till ett minimum hålla järnbruken igång och i stället bygga upp stora sågverk inom ägorna. Lågkonjunkturen 1857-1858 fick dock de norska medintressenterna att dra sig ur. Efter att ett försök att i Storbritannien 1860 få medintressenter genom bildande av Gellivare Company Limited kom han i stället 1861 att tillsammans med Albert Björck, Edward Francke, André Oscar Wallenberg och John West Wilson samt norska intressenter bilda Gellivare AB där Kjellberg var huvud intressent. Efter att bolaget med främst Wallenbergs stöd lyckats utverka stora lån för att expandera verksamheten lyckades man 1864 introducera bolaget The Gellivara Company Limited på Londonbörsen. Aktien steg snabbt men i samband med börskraschen 1866 ställde londonbanken Overend Gurney & Co in betalningarna och bolaget tvingades 1867 att träda i likvidation.
Bolagets likvidation kom att ruinera Kjellberg som dock lyckades förhandla sig till skuldavskrivning, och kunde 1872 sälja sina andel i Gällivare malmberg till The new Gellivara Co Ltd. Efter detta kom Kjellberg främst att verka som delägare och styrelseledamot för Holms och Graninge bruksbolag 1869-1872 och därefter tillsammans med sin son John Edvard Kjellberg som huvudintressent i Graningeverken från 1873.